# 2-aminobifenilo
El 2-aminobifenilo (2-ABP) es un compuesto orgánico con la fórmula C6H5C6H4NH2. Es un derivado amínico del bifenilo. Es un sólido incoloro, aunque las muestras envejecidas pueden aparecer coloreadas incluso de negro. Los paladaciclos obtenidos a partir de 2-aminobifenilo son catalizadores populares para el acoplamiento cruzado.
Se prepara por hidrogenación de 2-nitrobifenilo.